# Jürgen Hegenbarth
Jürgen Hegenbarth (* 21. August 1968) ist ein ehemaliger deutscher Tischtennisspieler. Bei Deutschen Meisterschaften erreichte er dreimal das Endspiel.

## Werdegang
Jürgen Hegenbarth  begann mit dem Tischtennissport beim Wacker Burghausen, seit Mitte der 1980er Jahre spielte er in mehreren Bundesligavereinen. Bei Bayerischen Meisterschaften gewann er im Zeitraum von 1967 bis 2011 insgesamt 16 Titel, vier im Einzel, fünf im Doppel und vier im Mixed. 1992 stand er mit ATSV Saarbrücken im Endspiel des Europapokal, das gegen Borussia Düsseldorf verloren ging. Bei der Deutschen Meisterschaft 1995 wurde er Zweiter im Doppel mit Joseph Hong, 1999 mit Bastian Steger sowie 1996 im Mixed mit Cornelia Faltermaier.
2011 beendete er seine aktiver Laufbahn, kurz nachdem er bei der Deutschen Meisterschaft noch im Achtelfinale stand.
2010 wurde Jürgen Hegenbarth der Hermann-Haagen-Gedächtnispreis verliehen, ein Preis für aktive Spieler, die sich über lange Zeit ihrer sportlichen Aktivität als vorbildliche und besonders faire Sportler erwiesen haben.

## Privat
Jürgen Hegenbarth ist verheiratet und hat einen Sohn. Er ist Versicherungskaufmann.